# 이동식 발전설비
이동식 발전설비(PPS: Packaged Power Station)는 발전 및 변전 설비를 이동형·패키지형으로 만든 설비이다. 주로 저개발 국가 또는 소외 지역, 긴급하게 발전설비가 필요한 국가에 주로 공급된다. 특히 현대중공업그룹의 이동식 발전설비는 설치 국가인 쿠바의 지폐에 새겨질 정도로 좋은 평가를 받고 있다.